# La Mojonera
La Mojonera község Spanyolországban, Almería tartományban. Lakosainak száma 8677 fő (2024).

## Földrajza
La Mojonera El Ejido, Vícar és Roquetas de Mar községekkel határos.

## Népesség
A település lakosságának változását az alábbi diagram mutatja:
| Lakosok száma | 6901 | 7746 | 7847 | 8301 | 8686 | 8993 | 8740 | 9021 | 9086 | 8677 |
|               | 2001 | 2004 | 2006 | 2009 | 2011 | 2014 | 2016 | 2019 | 2021 | 2024 |